# Дитрих (Тилман) фон Итер
Дитрих (Тилман) фон Итер (на немски: Dietrich (Tilmann) von Itter; † 1337) е господар на река Итер в Итергау и Хесенгау.
Той е син на Хайнрих (Хайнеман) фон Итер († 1321/1322), споменат 1254 – 1319 г., и съпругата му Ютта фон Бюрен († сл. 1313), дъщеря на Бертолд IV фон Бюрен († сл. 1300) и Дидеракция (Дедела) ван Йозеде († сл. 1284). Внук е на Райнхард, господар на Итер, фогт на Лотхайм († сл. 1272) и Аделхайд фон Шартенберг († сл. 1267). Братята му Бертхолд и Хайнрих са в свещения орден във Визенфелд и Варбург. Незаконната му сестра Елизабет е дяконеса в Бюдекен. Племенник е на Дитрих II фон Итер († 1321), епископ на Падерборн (1310 – 1321).

## Фамилия
Дитрих (Тилман) фон Итер се жени за Кунигунда фон Шваленберг († сл. 1332), дъщеря на граф Адолф I фон Шваленберг († 1302/1305). Те имат децата:
- Хайнеман (Херман) фон Итер († 1357), женен за Маргарета фон Льовенберг († сл. 1401)
- Херман, каноник във Фрицлар
- Йохан
- Вилхелм, в свещен орден в Падерборн
- Адолф, домхер в Падерборн
- Конрад
- Бертолд
- Ирмгард, омъжена за Йохан I фон Графшафт, господар на Норденау
- Ютта, омъжена пр. 1331 г. за Йохан фон Падберг († сл. 1348 – 1356)